# Кульчурово
Кульчурово (баш. Ҡолсора) — село в Баймакском районе Республики Башкортостан Российской Федерации. Центр Кульчуровского сельсовета.

## География

### Географическое положение
Находится на правом берегу реки Сакмары.
Расстояние до:
- районного центра (Баймак): 45 км,
- ближайшей железнодорожной станции (Сибай): 90 км.

## История
Основано в 1801 году (по другим данным в 1795 году) башкирами дд. Муллакаево, Идрисово Бурзянской волости Верхнеуральского уезда на собственных землях. Занимались скотоводством, земледелием.
Названо по имени первопоселенца Кульсуры Исмагилова. Фиксировалось также как Кульчурино, Каядгитово. 
В 1831 году Кульчурово посетил оренбургский губернатор П. П. Сухтелен. 
Статус села деревня приобрела согласно Закону Республики Башкортостан от 20 июля 2005 года № 211-з «О внесении изменений в административно-территориальное устройство Республики Башкортостан в связи с образованием, объединением, упразднением и изменением статуса населенных пунктов, переносом административных центров», ст.1:

5. Изменить статус следующих населенных пунктов, установив тип поселения — село:

4) в Баймакском районе:

д) деревни Кульчурово Кульчуровского сельсовета;

## Население
| 2002 | 2009 | 2010 |
| ---- | ---- | ---- |
| 458  | ↘455 | ↘429 |

Согласно переписи 2002 года, преобладающая национальность — башкиры (99 %).
Историческая численность населения:  в  1866 в 49 дворах проживало 284 человека, в 1900 — 324 чел.; 1920 — 491; 1939 – 255; 1959 – 308; 1989 — 405; 2002 — 458; 2010 — 429.

## Инфраструктура
Есть средняя школа, фельдшерско‑акушерский пункт, дом культуры, библиотека, мечеть.

## Религия
В селе есть мечеть.

## Известные уроженцы
- Гафаров, Шамсутдин Шайхитдинович (1896—1937) — военный деятель, участник революционного движения, Первой мировой и Гражданской войн, советско‑польской войны.
- Мустафин Ахат Газизьянович (род. 21.1.1957),  химик, вкадемик АН РБ (2009), доктор  химических наук (1999), профессор (2003).
- Фазуллин Зиганур Юсупович (род.1.5.1955), математик, доктор физико-математических наук (2006).